# Nanomimus hemisphaericus
Nanomimus hemisphaericus é uma espécie de insetos coleópteros polífagos pertencente à família Nanophyidae.
A autoridade científica da espécie é Olivier, tendo sido descrita no ano de 1807.
Trata-se de uma espécie presente no território português.